# Szepesfalvy János
Szepesfalvy János, Szurák János (Lőcse, 1882. május 15. – Budapest, 1959. január 6.) botanikus, mohakutató. Botanikai szakmunkákban nevének rövidítése: „Szep.”.

## Életpályája
Szülővárosában elvégezve az elemi és gimnáziumi tanulmányait, 1902-től a budapesti tudományegyetem természetrajz–földrajz szakán tanult. 1906-ra a tanári, majd 1908-ban a bölcsészeti oklevelét nyerte el, 1909-ben pedig a tanári képesítő vizsgáit is letette. 
1905-től, negyedéves hallgató korától a Magyar Nemzeti Múzeum Növénytárában dolgozott, ahol ekkor merült fel a gyűjtemények gyarapodása miatt a profilírozás kérdése. Filarszky Nándor a mohagyűjtemény kialakításával, gyarapításával bízta meg. A Szepességben és Lőcse környékén gyűjtött nagy mennyiségben, amelyről írt munkájával egyetemi díjat nyert, majd e témát dolgozta fel doktori disszertációjában is. 
Egy tervezett Természettudományi Múzeum megteremtése céljából külföldi tanulmányutakat tett, Ausztria, Németország, Dánia, Norvégia, Svédország, Finnország, Oroszország, Lengyelország hasonló múzeumait látogatta meg, de 1914-ben a további tervezett útjait a világháború kitörése miatt már nem hajthatta végre. Ezután már a határon kívül ritkábban végzett gyűjtéseket, főként Budapest és környéke mohaflórája került vizsgálatainak középpontjába. 1916-ban múzeumi őr, 1923-ban igazgató őr, 1942-ben a Növénytár igazgatója lett.
Az első világháború alatt frontszolgálatot teljesített, a 2. (brassói) gyalogezred tisztje volt, a világháborúban mint tartalékos százados számos kitüntetést szerzett, köztük a német vaskeresztet és a vaskoronarendet is. 1918-ban szerelt le. Ennek elismeréséül 1924-ben vitézzé avatták, ettől kezdve viselte a vitéz Szepesfalvy nevet.
Az 1938-ban, Borbás Vince emlékére Borbásia néven, a Magyar Botanikusok Borbás Társasága által megindított növénytani folyóiratnak, amely az 1941-es évfolyamától címlapján is jelezve a Magyar Növénytani Társaság folyóirata lett, 1944-től 1949. évi megszűnéséig szerkesztője volt.
Az 1940. február 12-én, közreműködésével megalakult Magyar Növénytani Társaság alapító tagja volt, és megszakításokkal az elnöki tisztét is betöltötte 1947-ig.
Botanikai kutatásait 1943-ban való nyugdíjazása után is folytatta, munkatársa maradt a Növénytárnak.
Mátyásföldi házának kertjében növénynemesítési és növény-akklimatizációs kísérleteket is folytatott, e kertjét – és amit a háború pusztítása után még megőrzött benne – 1950 után kisajátították.
Budapesten hunyt el 77 évesen, 1959. január 6-án.

## Munkássága
Főleg Magyarország és a Balkán mohaflóráját tanulmányozta, fitopaleontológiai vonatkozásaival is foglalkozott.

## Főbb munkái
- Adatok Északmagyarország mohaflórájához (Botanikai Közlemények, 1908, doktori disszertáció, 1911)
- Adatok az Alföld fosszilis flórájához (Magyar Botanikai Lapok, 1928. és 1930)
- Die Moosflora der Umgebung von Budapest und des Pilisgebirges (I – III., Annales Musei Nationalis Hungarici, 1940 – 42)